# 朱 -Aka-
《朱 -Aka-》是貓貓軟體第四套製作的視覺小說，《銀色 ～完全版～》的續作。

## 慨要
於2003年6月13日發售的成人遊戲，遊戲最初預定於2002年秋發售，但期間多次延期，到2003年以後更幾乎每個月都有延期的消息。
雖然連宣傳上都完全沒提及到，但依其互相關連部份來看是銀色 ～完全版～的續篇。不但是故事，在畫面上亦繼承銀色的風格，文字描述和角色對白都會在畫面下方以一至兩行的字幕形式顯示，整體看起來很有電影感，而色彩明亮的CG、歐陸風的配樂、歌曲及畫面的整合度更比銀色大大提升，使此作成為貓貓軟體的遊戲中單月及年內銷量最多的一作。
遊戲中表達的意思未有完全地交代清楚，抱有好、差兩面觀點的玩家均有，因此內文亦成為一時的話題作。然而，有女主角在第一次遊戲進行時沒語音，直到整個遊戲完成後再重玩時才能出現語音選擇的問題，引起了不少玩家的不滿，但是製作方則在官方網頁的MMR日記2003年6月16日中解析了這是基於遊戲需要而設的。另外一些錯誤選項在並沒有任何下文或壞的結局提示（例如Staff list）則直接返回標題畫面，讓一部份玩家誤以為是遊戲Bug等問題，亦造成一些玩家的困擾。
《朱 -Aka-》於日本美少女游戏与动画相关商品销售网站Getchu.com的2003年销量榜上排名第3。

## 故事介紹
以數百年前的沙漠為舞台，描述有關魯塔和他的眷族的故事。故事主要由四章構成，但與銀色不同的是，故事之間時代背景大致相同，而各章之間的人、事、物亦互相關聯。
而在尾聲部份交代了一部份關於銀色的情節，讓沒玩過銀色 ～完全版～的人大概了解前作的追加劇情。

## 角色介紹
卡登（Cadn，聲：無）
魯塔的眷屬，阿拉米絲的守護者。從前與阿拉米絲如親兄妹般長大，因某事而遇上魯塔，自願成為守護者，從此開始堅持作為守護者而守護阿拉米絲。
除了是第一章男主角外，故事的主要部份都以他的視點進行。故事亦以他對於自己的人生、存在等疑問，以及相遇的人的想法及做法，帶出主題思想。
性格沉默、冷靜、認真，對事不太寬容。實際上並非他的本性，而是受後天影響的。
阿拉米絲（Arrems，聲：宇佐美桃香）
在魯塔的眷屬中被稱為最強的「還原者」，北方的還原者。從前與卡登如兄妹般一起成長，一次與魯塔的偶遇中自願成為還原者，與卡登一起在沙漠中上路，為履行作為眷屬的義務而四處奔波。
第一章的女主角。在作為眷屬之後，感到與卡登的距離越來越遠，然而心裏仍然很愛慕他。
受卡登的不寬容影響，形成畏縮、客氣的性格，常將想說的話收在心裏。
淡硰（Tlths，聲：無）
第二章的男主角，秋秋的青梅竹馬。沙漠四處旅行的盜賊青年，然而過厭了盜賊生活的兩人，希望找個地方安定下來。
在一次街上偶遇帶著與秋秋一樣的朱石的人，在與找尋秋秋真正身分的同時，亦為恐怕與秋秋分離而彷徨。
不太會說好話而又怕麻煩，雖然口上抱怨但還是很會照顧秋秋。
秋秋（Chu-Chu，聲：籐野らん）
第二章的女主角，與淡硰是青梅竹馬關係。雖然作為盜賊少女，但是希望淡硰不再當盜賊，希望做些針線活維生而努力學習編織。
在小時候被淡硰所救，對自己的身份一無所知。額上有時會映出某處的風景，然而自己完全控制不到。
性格開朗的冒失娘，有點笨手笨腳。亞種。
威茲（Wazsub，聲：無）
第三章的男主角。職業是僱傭兵，得意武器是小刀。一次旅途中在沙漠倒下，被法鄔所救，為了報恩而暫住在法鄔家裏當她的保鑣，從此兩人一起行動。
性格冷靜，深懂世故人情冷暖。
法鄔（Fou，聲：まきいづみ）
第三章的女主角，在哈法沙中當藥師的少女。身上帶著作為眷屬身份的朱石，雖然對它沒甚麼記憶，但察覺到是顆特別能力的寶石。
因小時候的一件事，獨自離開家鄉在沙漠中的大城鎮哈法沙中無償為人治病。對於遇到困難的人無法放任不顧的性格。
魯塔（Rutent，聲：無）
第四章的男主角。旅途中在海上遇難，漂流到岸邊為拉蒂所救，在拉蒂宅邸休養了一段時間。後與拉蒂一起踏上旅程。
真正身份是緋檀一族族長的長子，替父親以族長身份代表一族去執行使命，為運送某物給宗家而踏上漫長的旅程。
性格溫柔、細心，使命感很強。
拉蒂（Latti，聲：安倍有紀）
第四章的女主角。在海邊救了魯塔，對他非常感興趣，經常纏著他。想看一看外面的世界而剪去長髮，與魯塔一起踏上旅途。
身份是西方大富豪的千金，因某種原因與蜜菈二人住在都摩積邊境的豪宅中。
典型的大小姐性格。天真無邪、任性而率直、好奇心旺盛。
魯塔 （拉蒂）（Rutent (Latti)，聲：不明）
自稱為希望幸福的人，被稱為實現願望者，所有眷族的總領。因應他人的願望，授予對方特殊能力而成為自己的同伴。
雖然真正身份是拉蒂，但已經沒有任何人知道她的真正名字。
活了三百多年外貌仍是沒變。
咪露雅（聲：鳥居花音）
哈法沙某個旅店的服務生。在卡登和阿拉米絲長期留宿的途中，與阿拉米絲漸漸成為好友。
攤販女子
哈法沙的街中售賣小東西和首飾的攤販。買下秋秋的緞帶，賣給阿拉米絲。
商隊商人（聲：蓮香）
擺路邊攤售賣糧水的商隊中的一位少女。
妮姆拉姆（Nimruems，聲：不明）
蘭蒂妮的守護者。有相當厲害的實力，與卡登互相交鋒時還比卡登稍勝一籌。對蘭蒂妮非常忠心。
蘭蒂妮（Nandini，聲：不明（本篇）／海原艾利娜（回饋CD5中的Substory））
與阿拉米絲同是最強的眷屬，西方的還原者。靠著治療者的能力而長期生存著，遇到卡登時再次病患中。
因某種原因離開眷屬聚居的雷藍，隱居在奇毛柯丹。
水鏡者（聲：北都南）
眷屬之一，為魯塔傳達使命給其他眷屬的水鏡者。有在額上映出目的地風景的能力。
原名伊芙蘭，性格沉默寡言，似乎對阿拉米絲特別溫柔、友善。
伊斯娜（Isuna，聲：夏海萌）
自稱在沙漠中旅行的謎之女人。
實際身份是銀色中的石切姬，橫越大陸穿過沙漠履行自己的使命中。
被割傷可立即復原，又在尾聲中與拉蒂同活了超過九百三十年仍然保持原樣，被懷疑可能是有不死身。
蜜菈（Mire，聲：不明）
為西方大富豪都摩積做事的女僕。與拉蒂二人住在豪宅中，照顧拉蒂的日常生活，比誰都了解拉蒂。

### 回饋CD5中的Substory
卡提雅（聲：清香）
魯塔眷屬的治療者。為蘭蒂妮施行治療，而讓她繼續存活。
性格天真爛漫。雖然很有幹勁但常白作一場。

### Nekoneko Fans Disc 2中的Side Story
尼阿露（聲：無）
艾阿露的孿生哥哥，最初成為魯塔眷屬的人。
艾阿露（聲：不明）
艾阿露的孿生妹妹，最初成為魯塔眷屬的人。

## 用語
眷屬
被魯塔授予力量，以朱色的物品（一般是朱石，紅色的寶石）裝在身上作為代表的一族人，擁有特別的力量，聚居於雷藍，而換來的是需依魯塔的指示去履行義務。但也有一部份沒有自覺、不懂運用能力的人存在。
還原者
擁有「還原」能力的眷屬，被稱為眷屬中最強。所謂的「還原」，是指奪取他人記憶的能力，失去記憶的人會還原到從前的記憶，忘記認識的人，甚至是自己的名字、身份。
守護者
守護者是還原者的保護人，手持朱色的長劍作為身份象徵。與還原者同樣擁有「還原」的能力，然而能「還原」多少，自身並不能控制，似乎多數會把對手的記憶全部奪去。
水鏡者
魯塔給還原者傳達任務的差遣使。水鏡者在額上以像水鏡般的鏡像顯示執行任務的地點，而還原者的任務則是去將住在這個地點的人還原。
治療者
無論是病患、老死或致命傷，甚麼樣的病症，都能給對象治癒的能力。
雷藍
依魯塔的指示，眷屬聚集隱居的小村落。似乎沒有人察覺到這個地方的存在。

## 製作人員
- 人物設定：秋乃武彥
- 原畫：秋乃武彥、步鳥、神代舞、小田原箱根
- 劇本：、高嶋榮二
- 監製：
- CG彩色：草色楓、綾瀨悠、神代舞、小田原箱根、霧月葵
- 音響：feel、milktub、SoundUnion Ebi、zerverius、高瀨一矢（I've）、まにょっ（Little Wing）、細井聰司（hosplug）、水月陵、YUKI NAKANO
- 音響與配音調整：
- 聲音編輯：音斬侍
- 動畫製作：tsukune. / Iris motion graphics

## 主題曲
- 片頭曲／片尾曲：（沙銀）
  - 作詞：　作曲：上松範康（feel）歌：彩菜、堀奈生　cho.：NANA
- 插曲：（朱）
  - 作詞：　作曲：上松範康（feel）歌：NANA
- 插曲：「Desert」
  - 作詞：　作曲：　歌：YURIA、佐藤裕美　編曲：藤間順平（feel）　（※英譯：江上梨乃）
- 插曲：The Castle of Sand（沙城）
  - 作詞：　作曲：高瀨一矢（I've）歌：島宮榮子　編曲：藤間順平（feel）　（※英譯：江上梨乃）
- 插曲：（思念～隨風飄舞的導標～）
  - 作詞：　作曲：　歌：木蓮　編曲：上松範康（feel）

## 小說
日文版
- 出版社：PARADIGM
- 著者：
- 插畫：秋乃武彥
- 2004年2月初版 ISBN 4-89490-200-1

- 出版社：PARADIGM
- 著者：
- 插畫：秋乃武彥
- 2004年9月初版 ISBN 4-89490-708-9

中文版（著者、插畫同上）
- 朱-Aka-上卷 ～魯塔的眷屬～
- 出版社：龍成出版事業有限公司
- 譯者：Zero
- 2004年6月初版 ISBN 957-462-634-2

- 朱-Aka-下卷 ～拉蒂的請託～
- 出版社：龍成出版事業有限公司
- 譯者：Zero
- 2005年2月初版 ISBN 957-462-739-X

## 備註
1. ↑  . Getchu.com.   [2013年12月18日]. （原始内容存档于2019年9月21日） （日语）.
2. ↑  . Getchu.com.   [2013年12月18日]. （原始内容存档于2015年5月14日） （日语）.
3. ↑  . 貓貓軟體.   [2013年12月18日]. （原始内容存档于2003年12月31日） （日语）.
4. ↑  . Getchu.com.   [2013-06-18]. （原始内容存档于2013-07-09） （日语）.
5. 1 2 3  代理中文小說中未登場角色，故非官方中譯名稱。

## 外部連結
- 貓貓軟體 （页面存档备份，存于）（日語）
- 《朱 -Aka-》在視覺小說數據庫的頁面 （英文）